# Fuentecantos
Fuentecantos település Spanyolországban, Soria tartományban. Fuentecantos Garray, Fuentelsaz de Soria, Buitrago és Velilla de la Sierra községekkel határos. Lakosainak száma 65 fő (2024).

## Népesség
A település népessége az elmúlt években az alábbi módon változott:
| Lakosok száma | 53   | 55   | 55   | 56   | 61   | 55   | 55   | 61   | 67   | 65   |
|               | 2001 | 2004 | 2007 | 2009 | 2012 | 2014 | 2017 | 2019 | 2022 | 2024 |